# Slaves (Gary McFarland)
| Recensione | Giudizio |
| ---------- | -------- |
| AllMusic   |          |

Slaves è un album-colonna sonora a nome Grady Tate with the Gary McFarland Orchestra, Bobby Scott, pubblicato dall'etichetta discografica Skye Records nell'ottobre del 1969 
.

## Tracce

### LP
Lato A
1. Slaves: Instrumental – 3:10 (musica: Bobby Scott)
2. Slaves: Vocal – 3:39 (testo: Bob Kessler – musica: Bobby Scott)
3. Meetin' House: Instrumental – 1:45 (musica: Bobby Scott)
4. Black Lullabye: Vocal – 2:47 (testo: Alida Sherman, Herbert J. Biberman – musica: Bobby Scott)
5. Another Mornin': Instrumental – 2:47 (musica: Bobby Scott)

Lato B
1. Pickin' Cotton: Vocal – 2:17 (testo: Bob Kessler – musica: Bobby Scott)
2. Nightwind (Esther's Theme): Instrumental – 3:12 (musica: Bobby Scott)
3. Another Mornin': Vocal – 3:08 (testo: Bob Kessler – musica: Bobby Scott)
4. Pickin' Cotton: Instrumental – 1:20 (musica: Bobby Scott)
5. Nightwind (Esther's Theme): Vocal – 3:23 (testo: Bob Kessler – musica: Bobby Scott)

## Musicisti
- Gary McFarland – conduttore orchestra, arrangiamenti
- Grady Tate – voce (A2, A4, B1, B3 e B5)
- Howard Roberts Chorale – cori (A2, A4, B1, B3 e B5)
- (probabie) Marvin Stamm – tromba
- (probabile) Mike Melvoin – organo
- Altri componenti dell'orchestra sconosciuti

Note aggiuntive
- (probabile) Gary McFarland – produttore [2]
- Norman Schwartz – produttore esecutivo
- Registrazioni effettuate al A&R Recording di New York City, New York
- Dave Sanders – ingegnere delle registrazioni
- Brill and Waldstein – Grafica e design copertina album originale
- The Walter Reade Organization – foto interno copertina album [3]